# Alessandro Pane
Alessandro Pane (Tripoli, 20 novembre 1967) è un allenatore di calcio ed ex calciatore italiano, di ruolo centrocampista.

## Carriera

### Giocatore
Ha militato in diverse squadre professionistiche, tra cui l'Empoli, con cui ha giocato in Serie A per due stagioni alla fine degli anni 1990.

### Allenatore
Conclusa la carriera da calciatore è divenuto allenatore. Nella stagione 2002-2003 l'Empoli gli affida la conduzione tecnica della squadra Allievi Nazionali, mentre la stagione successiva guida la Primavera ottenendo un secondo posto al Torneo di Viareggio.
Il 10 luglio 2004 inizia la sua prima esperienza professionista viene nominato tecnico del CuoioCappiano, in Serie C2. Inizia un po' male la nuova avventura arrivando ultimo posto al proprio girone con appena un solo punto della Coppa Italia Serie C, in campionato si piazza ottavo posto. Il secondo anno non riesce a superare il proprio girone della Coppa Italia Serie C e arriva al sesto posto in campionato. Il 27 maggio 2006 lascia il club in modo amichevole, e nel reciproco rispetto.
Il 26 settembre viene chiamato sulla panchina della Reggiana dopo 4 partite dall'inizio del campionato. Esordisce nella vittoria per 3-2 contro la Bellaria Igea Marina. In questa sua prima stagione al timone dei granata arriva al quinto posto in campionato e sfiora la promozione in Serie C1 perdendo all'ultimo minuto la finale play-off contro la Paganese. Nel secondo anno a reggio Emilia, supera il proprio girone della Coppa Italia Serie C al primo posto e arriva poi fino in semifinale, dove viene eliminato dal Bassano Virtus. In campionato ottiene la promozione in Serie C1 piazzandosi al primo posto con 70 punti e per questo è stato insignito del premio Panchina d'argento come miglior tecnico della Serie C2. Nella stagione seguente viene eliminato al primo turno della Coppa Italia Lega Pro dal Südtirol e in Coppa Italia riesce ad arrivare fino ai quarti di finale dove viene eliminato ai calci di rigore dall’Udinese. Esordisce in Serie C1 rinominata Lega Pro Prima Divisione conducendo i granata al quinto posto in campionato con accesso ai playoff, uscendone sconfitto nella semifinale contro la Pro Patria.
Il 17 giugno 2009 viene nominato ufficialmente nuovo allenatore dell'Ascoli, in Serie B. Esordisce nella sconfitta ed eliminazione al terzo turno della Coppa Italia dal Cittadella per 2-1. Il 22 novembre all'indomani della sconfitta interna nel derby contro l'Ancona per 3-1 viene esonerato e sostituito con Giuseppe Pillon, dopo un inizio di campionato che portò la squadra sino alla zona play-off ai primi di ottobre. Lascia dopo aver totalizzato 3 vittorie, 6 pareggi, 6 sconfitte e con la squadra al diciottesimo posto.
Il 20 settembre 2010 viene nominato tecnico dello Spezia in sostituzione dell’esonerato Salvo D'Adderio, prende la squadra all’ottavo posto in classifica. Esordisce nel pareggio per 1-1 contro il Como, la prima vittoria arriva dopo sei partite batte per 4-1 il Ravenna. Il 15 marzo 2011 dopo la sconfitta interna per 2-1 contro la Cremonese viene esonerato, lasciando la squadra all’ottavo posto dopo aver ottenuto 6 vittorie 8 pareggi e 6 sconfitte.
L’8 giugno 2011 diventa allenatore del Lugano, squadra della seconda divisione svizzera. Esordisce nella vittoria per 3-1 contro il Brühl. Supera il primo turno della Coppa Svizzera battendo ai tempi supplementari per 5-1 l’United Zurigo. Il 26 settembre all’indomani della sconfitta interna per 3-1 contro il Bienne viene esonerato.
Il 14 febbraio 2012 viene chiamato a sostituire Dino Pagliari sulla panchina del Pisa. Esordisce nella vittoria per 2-1 contro il Como. Il primo anno si conclude con l’arrivivo in finale della Coppa Italia Lega Pro venendo battuto dallo Spezia e in campionato si piazza al settimo posto. Il secondo anno inizia subito con l’eliminazione al secondo turno della Coppa Italia da parte del Padova. Il 19 marzo 2013, dopo la sconfitta per 3-0 contro la Nocerina, viene esonerato. Lascia la squadra al settimo posto in campionato dopo aver ottenuto 9 vittorie, 7 pareggi e 8 sconfitte. Chiude la sua esperienza Toscana dopo aver collezionato 15 vittorie, 11 pareggi e 11 sconfitte.
Il 5 luglio viene nominato nuovo tecnico della selezione Under-19 dell’Italia e vice della selezione Under-18 guidata da Paolo Vanoli. Riesce a superare la prima qualificazione per l’Europeo Under-19, ma nel secondo turno di qualificazione arriva ultimo nel proprio girone ottenendo soltanto un punto in classifica. Si ripete anche l’anno successivo dove non riesce a superare il secondo turno di qualificazione per Europeo Under-19. Il 25 maggio 2015 lascia la guida della selezione italiana.
Il 21 giugno diventa allenatore del Rimini in Lega Pro. L'11 ottobre all’indomani della pesante sconfitta contro il Pontedera per 6-0 viene esonerato dopo aver totalizzato 2 vittorie, 1 pareggio, 3 sconfitte e con la squadra al tredicesimo posto.
Il 9 luglio 2016 entra nello staff tecnico di Luciano Spalletti alla Roma come collaboratore tecnico. Il 14 giugno 2017, Pane segue Spalletti all'Inter. Nel 2023 è osservatore della nazionale italiana e dal 2024 è vice allenatore della Salernitana.

## Statistiche

### Statistiche da allenatore

#### Club
Statistiche aggiornate all' 11 ottobre 2015. In grassetto le competizioni vinte.
| Stagione             | Squadra              | Campionato           | Campionato | Campionato | Campionato | Campionato | Coppe nazionali | Coppe nazionali | Coppe nazionali | Coppe nazionali | Coppe nazionali | Coppe continentali | Coppe continentali | Coppe continentali | Coppe continentali | Coppe continentali | Altre coppe | Altre coppe | Altre coppe | Altre coppe | Altre coppe | Totale | Totale | Totale | Totale | % Vittorie | Piazzamento |
| Stagione             | Squadra              | Comp                 | G          | V          | N          | P          | Comp            | G               | V               | N               | P               | Comp               | G                  | V                  | N                  | P                  | Comp        | G           | V           | N           | P           | G      | V      | N      | P      | %          | Piazzamento |
| -------------------- | -------------------- | -------------------- | ---------- | ---------- | ---------- | ---------- | --------------- | --------------- | --------------- | --------------- | --------------- | ------------------ | ------------------ | ------------------ | ------------------ | ------------------ | ----------- | ----------- | ----------- | ----------- | ----------- | ------ | ------ | ------ | ------ | ---------- | ----------- |
| 2004-2005            | CuoioCappiano        | C2                   | 38         | 16         | 9          | 13         | CI-C            | 4               | 0               | 1               | 3               | -                  | -                  | -                  | -                  | -                  | -           | -           | -           | -           | -           | 42     | 16     | 10     | 16     | 38,10      | 8º          |
| 2005-2006            | CuoioCappiano        | C2                   | 34         | 12         | 11         | 11         | CI-C            | 5               | 0               | 5               | 0               | -                  | -                  | -                  | -                  | -                  | -           | -           | -           | -           | -           | 39     | 12     | 16     | 11     | 30,77      | 6º          |
| Totale CuoioCappiano | Totale CuoioCappiano | Totale CuoioCappiano | 72         | 28         | 20         | 24         |                 | 9               | 0               | 6               | 3               |                    | -                  | -                  | -                  | -                  |             | -           | -           | -           | -           | 81     | 28     | 26     | 27     | 34,57      |             |
| set. 2006-2007       | Reggiana             | C2                   | 30+4       | 11+3       | 14         | 5+1        | CI-C            | -               | -               | -               | -               | -                  | -                  | -                  | -                  | -                  | -           | -           | -           | -           | -           | 34     | 14     | 14     | 6      | 41,18      | Sub., 5º    |
| 2007-2008            | Reggiana             | C2                   | 34         | 19         | 13         | 2          | CI-C            | 12              | 8               | 2               | 2               | -                  | -                  | -                  | -                  | -                  | SdL-C2      | 2           | 2           | 0           | 0           | 48     | 29     | 15     | 4      | 60,42      | 1º (prom.)  |
| 2008-2009            | Reggiana             | 1D                   | 34+2       | 14         | 12         | 8+2        | CI+CI-LP        | 3+1             | 2+0             | 0+0             | 1+1             | -                  | -                  | -                  | -                  | -                  | -           | -           | -           | -           | -           | 40     | 16     | 12     | 12     | 40,00      | 5º          |
| Totale Reggiana      | Totale Reggiana      | Totale Reggiana      | 104        | 47         | 39         | 18         |                 | 16              | 10              | 2               | 4               |                    | -                  | -                  | -                  | -                  |             | 2           | 2           | 0           | 0           | 122    | 59     | 41     | 22     | 48,36      |             |
| lug.-nov. 2009       | Ascoli               | B                    | 15         | 3          | 6          | 6          | CI              | 2               | 1               | 0               | 1               | -                  | -                  | -                  | -                  | -                  | -           | -           | -           | -           | -           | 17     | 4      | 6      | 7      | 23,53      | Eson.       |
| set. 2010-mar. 2011  | Spezia               | 1D                   | 21         | 7          | 8          | 6          | CI+CI-LP        | -               | -               | -               | -               | -                  | -                  | -                  | -                  | -                  | -           | -           | -           | -           | -           | 21     | 7      | 8      | 6      | 33,33      | Sub., Eson. |
| lug.-set. 2011       | Lugano               | CL                   | 8          | 4          | 1          | 3          | CS              | 1               | 1               | 0               | 0               | -                  | -                  | -                  | -                  | -                  | -           | -           | -           | -           | -           | 9      | 5      | 1      | 3      | 55,56      | Eson.       |
| feb.-giu. 2012       | Pisa                 | 1D                   | 11         | 5          | 4          | 2          | CI+CI-LP        | 0+5             | 0+3             | 0+1             | 0+1             | -                  | -                  | -                  | -                  | -                  | -           | -           | -           | -           | -           | 16     | 8      | 5      | 3      | 50,00      | Sub., 7º    |
| 2012-mar. 2013       | Pisa                 | 1D                   | 24         | 9          | 7          | 8          | CI+CI-LP        | 2+6             | 1+5             | 1+0             | 0+1             | -                  | -                  | -                  | -                  | -                  | -           | -           | -           | -           | -           | 32     | 15     | 8      | 9      | 46,88      | Eson.       |
| Totale Pisa          | Totale Pisa          | Totale Pisa          | 35         | 14         | 11         | 10         |                 | 13              | 9               | 2               | 2               |                    | -                  | -                  | -                  | -                  |             | -           | -           | -           | -           | 48     | 23     | 13     | 12     | 47,92      |             |
| lug.-ott. 2015       | Rimini               | LP                   | 6          | 2          | 1          | 3          | CI-LP           | 2               | 1               | 0               | 1               | -                  | -                  | -                  | -                  | -                  | -           | -           | -           | -           | -           | 8      | 3      | 1      | 4      | 37,50      | Eson.       |
| Totale carriera      | Totale carriera      | Totale carriera      | 261        | 105        | 86         | 70         |                 | 43              | 22              | 10              | 11              |                    | -                  | -                  | -                  | -                  |             | 2           | 2           | 0           | 0           | 306    | 129    | 96     | 81     | 42,16      |             |

#### Nazionale
| Squadra     | Naz               | dal            | al             | Record | Record | Record | Record     | Record | Record | Record | Record |
| G           | V                 | N              | P              | GF     | GS     | DR     | % Vittorie |        |        |        |        |
| ----------- | ----------------- | -------------- | -------------- | ------ | ------ | ------ | ---------- | ------ | ------ | ------ | ------ |
| Italia U-19 | Italia (bandiera) | 1º luglio 2013 | 25 maggio 2015 | 24     | 11     | 6      | 7          | 44     | 25     | +19    | 45,83  |

## Palmarès

### Giocatore

#### Competizioni nazionali
- Coppa Italia Serie C: 1

Empoli: 1995-1996

### Allenatore

#### Competizioni nazionali
- Campionato italiano Serie C2: 1

Reggiana: 2007-2008 (girone B)
- Supercoppa di Lega Serie C2: 1

Reggiana: 2007-2008

### Individuale
- Panchina d'oro Seconda Divisione: 1

2008-2009